# Enrique Armas
Enrique José Armas Rosales es un periodista deportivo, cronista de boxeo y político nicaragüense. Es ampliamente reconocido por su carrera en los medios de comunicación, especialmente como narrador de boxeo, y desde 2013 ejerce el cargo de vicealcalde de Managua, capital de Nicaragua, bajo la administración del Frente Sandinista de Liberación Nacional (FSLN).

## Inicios y carrera periodística
Armas inició su trayectoria en el periodismo deportivo a temprana edad en la década de 1970. Se formó en medios escritos como El Nuevo Diario y La Barricada, antes de pasar a la radio y la televisión. Ganó gran popularidad como comentarista de boxeo, narrando peleas tanto nacionales como internacionales, y se convirtió en una de las voces más representativas del deporte nicaragüense.
Durante más de cuatro décadas, cubrió eventos deportivos de alto perfil, incluyendo peleas de campeones mundiales como Alexis Argüello y Rosendo Álvarez. Su estilo dinámico y conocimiento técnico lo convirtieron en una figura influyente dentro del periodismo deportivo en el país.

## Transición a la política
A partir de los años 2000, Armas comenzó a involucrarse en actividades políticas y comunitarias vinculadas al deporte y la juventud. En 2013 fue electo como vicealcalde de Managua, cargo que ha ocupado durante tres períodos consecutivos.

## Funciones como vicealcalde
Desde su cargo, ha estado a cargo de múltiples programas de carácter social, deportivo y comunitario. Ha sido impulsor de ligas juveniles, campeonatos barriales, mejoramiento de estadios municipales y eventos recreativos en barrios populares.
También participa activamente en inauguraciones de proyectos de infraestructura vial, viviendas sociales, programas de saneamiento y ferias de salud, representando a la Alcaldía de Managua en actos públicos y delegaciones nacionales e internacionales.

## Actividades recientes
En los últimos años ha encabezado actividades conmemorativas como el aniversario de Managua, el Día de la Alegría y homenajes a figuras históricas como Alexis Argüello y Camilo Ortega Saavedra. También ha sido promotor de la campaña “Mi Municipio Limpio” y participa frecuentemente en programas televisivos como representante del gobierno local.

## Reconocimientos
Por su trayectoria, ha recibido múltiples reconocimientos de federaciones deportivas, comités de barrio, clubes de boxeo y medios de comunicación. En 2020 fue declarado *Hijo Dilecto de Managua* por su contribución al deporte y la cultura capitalina.